# Diócesis de Tumaco
La diócesis de Tumaco (en latín: Dioecesis Tumacoënsis) es una circunscripción eclesiástica de la Iglesia católica en Colombia. Se trata de una diócesis latina, sufragánea de la arquidiócesis de Popayán. Desde el 11 de julio de 2024 es sede vacante y su administrador diocesano es el presbítero José Ricardo Cruel Angulo.

## Territorio y organización
La diócesis tiene 16 000 km² y extiende su jurisdicción sobre los fieles católicos de rito latino residentes en 9 municipios del departamento de Nariño: Barbacoas, El Charco, Francisco Pizarro, La Tola, Magui, Mosquera, Olaya Herrera, Roberto Payán y Tumaco. La extrema parte oriental del municipio de El Charco pertenece a la diócesis de Pasto.
La diócesis limita al noreste con el vicariato apostólico de Guapí y la arquidiócesis de Popayán, al este con la diócesis de Pasto y el sureste con la diócesis de Ipiales, y al sur con la diócesis de Tulcán, sufragánea de la provincia eclesiástica Quito, también de la arquidiócesis de Quito, y al suroeste con el vicariato apostólico de Esmeraldas en la República del Ecuador, y con el océano Pacífico al noroeste.
La sede de la diócesis se encuentra en la ciudad de Tumaco (o San Andrés de Tumaco), en donde se halla la Catedral de San Andrés.
En 2021 en la diócesis existían 21 parroquias agrupadas en 4 vicarías.

## Historia
La prefectura apostólica de Tumaco fue erigida el 1 de mayo de 1927 mediante la bula Quae ad aeternam del papa Pío XI, obteniendo el territorio de las diócesis de Cali (hoy arquidiócesis de Cali) y de Pasto. La nueva circunscripción eclesiástica fue encomendada a la comunidad de los padres agustinos y comprendía en ese entonces: Tumaco, Barbacoas, Santa Bárbara de Iscuandé, Ricaurte, Guapi y Puerto Merizalde. El primer prefecto fue Bernardo Merizalde Morales quien impulsa la educación, la construcción del ferrocarril Tumaco-Pasto y otras obras de promoción social.
El 14 de noviembre de 1952 cedió una parte de su territorio para la erección del vicariato apostólico de Buenaventura (hoy diócesis de Buenaventura) mediante la bula Provida mater Ecclesia del papa Pío XII.
El 5 de abril de 1954 cedió otra parte de su territorio para la erección de la prefectura apostólica de Guapi (hoy vicariato apostólico de Guapi) mediante la bula Quemadmodum providus del papa Pío XII.
El 7 de febrero de 1961 la prefectura apostólica fue elevada a vicariato apostólico mediante la bula Regnum Christi del papa Juan XXIII.
El 23 de septiembre de 1964 cedió otra porción de su territorio para la erección de la diócesis de Ipiales mediante la bula Cunctis in orbe del papa Pablo VI.
El 29 de octubre de 1999 el vicariato apostólico fue elevado a diócesis con la bula Carmelitarum Excalceatorum del papa Juan Pablo II. Al mismo tiempo cedió el municipio de Iscuandé al vicariato apostólico de Guapi.
En el 2000, por acuerdo celebrado entre el obispo de Tumaco y el prefecto apostólico de Guapi, la prefectura se hizo cargo de la atención pastoral de la parroquia de Santa Bárbara del municipio del mismo nombre en el departamento de Nariño.

## Estadísticas
Según el Anuario Pontificio 2023 la diócesis tenía a fines de 2022 un total de 214 000 fieles bautizados.
| Año                                                                             | Población            | Población | Población      | Sacerdotes | Sacerdotes    | Sacerdotes    | Bautizados por sacerdote | Diáconos permanentes | Religiosos | Religiosos | Parroquias |
| Año                                                                             | Bautizados católicos | Total     | % de católicos | Total      | Clero secular | Clero regular | Bautizados por sacerdote | Diáconos permanentes | Varones    | Mujeres    | Parroquias |
| ------------------------------------------------------------------------------- | -------------------- | --------- | -------------- | ---------- | ------------- | ------------- | ------------------------ | -------------------- | ---------- | ---------- | ---------- |
| 1950                                                                            | 200 000              | 200 000   | 100.0          | 10         |               | 10            | 20 000                   |                      | 10         | 20         | 5          |
| 1966                                                                            | 164 600              | 165 100   | 99.7           | 36         | 18            | 18            | 4572                     |                      | 18         | 32         | 9          |
| 1970                                                                            | 164 700              | 165 100   | 99.8           | 20         |               | 20            | 8235                     |                      | 20         | 46         | 10         |
| 1976                                                                            | 189 000              | 190 000   | 99.5           | 18         |               | 18            | 10 500                   |                      | 18         | 41         | 9          |
| 1980                                                                            | 168 500              | 169 600   | 99.4           | 13         |               | 13            | 12 961                   |                      | 13         | 35         | 9          |
| 1990                                                                            | 207 000              | 213 000   | 97.2           | 21         | 7             | 14            | 9857                     | 1                    | 14         | 35         | 14         |
| 1999                                                                            | 200 000              | 220 000   | 90.9           | 22         | 10            | 12            | 9090                     | 1                    | 16         | 27         | 10         |
| 2000                                                                            | 198 000              | 220 000   | 90.0           | 18         | 8             | 10            | 11 000                   |                      | 13         | 24         | 10         |
| 2001                                                                            | 200 000              | 225 000   | 88.9           | 18         | 7             | 11            | 11 111                   |                      | 14         | 24         | 10         |
| 2002                                                                            | 215 000              | 250 000   | 86.0           | 21         | 9             | 12            | 10 238                   |                      | 14         | 27         | 10         |
| 2003                                                                            | 210 000              | 250 000   | 84.0           | 20         | 10            | 10            | 10 500                   |                      | 17         | 28         | 14         |
| 2004                                                                            | 210 000              | 250 000   | 84.0           | 30         | 15            | 15            | 7000                     |                      | 22         | 28         | 14         |
| 2010                                                                            | 246 000              | 278 000   | 88.5           | 31         | 18            | 13            | 7935                     | 1                    | 19         | 18         | 17         |
| 2014                                                                            | 249 520              | 335 320   | 74.4           | 31         | 19            | 12            | 8049                     | 9                    | 26         | 13         | 17         |
| 2017                                                                            | 254 850              | 346 880   | 73.5           | 34         | 21            | 13            | 7495                     |                      | 24         | 13         | 18         |
| 2020                                                                            | 262 750              | 357 800   | 73.4           | 29         | 18            | 11            | 9060                     |                      | 11         | 15         | 19         |
| 2022                                                                            | 214 000              | 467 064   | 45.8           | 31         | 20            | 11            | 6903                     |                      | 11         | 15         | 19         |
| Fuente: Catholic-Hierarchy, que a su vez toma los datos del Anuario Pontificio. |                      |           |                |            |               |               |                          |                      |            |            |            |

## Episcopologio
- Bernardo Merizalde Morales, O.A.R. † (30 de marzo de 1928-noviembre de 1947 renunció)
- Pedro Nel Ramírez, O.A.R. † (14 de julio de 1949-5 de abril de 1954 renunció)
- Luis Francisco Irizar Salazar, O.C.D. † (23 de abril de 1954-5 de noviembre de 1965 falleció)
- Miguel Ángel Lecumberri Erburum, O.C.D. † (3 de mayo de 1966-8 de febrero de 1990 renunció)
- Gustavo Girón Higuita, O.C.D. (8 de febrero de 1990-25 de julio de 2015 renunció)
- Orlando Olave Villanoba (18 de marzo de 2017-11 de julio de 2024 nombrado obispo de Ocaña)